# Rubie Joy Gabriel
Rubie Joy Gabriel (* 22. November 1994 in Koror) ist eine palauische Leichtathletin.

## Biografie
Rubie Joy Gabriel gewann bei Mikronesienspielen 2010 Silber über 400 Meter Hürden und Bronze mit der 4-mal-100-Meter-Staffel und nahm bei den I. Olympischen Jugend-Sommerspielen 2010 über 100 Meter teil. Sie startete bei den Olympischen Spielen 2012 in London im 100-Meter-Lauf, schied jedoch mit einer Zeit von 13,34 Sekunden als Siebte in ihrem Vorlauf aus. Bei den Weltmeisterschaften ein Jahr später konnte sie ihre persönliche Bestzeit über 100 Meter aufstellen.